# Salsola baryosma
Salsola baryosma là loài thực vật có hoa thuộc họ Dền. Loài này được (Schult.) Dandy miêu tả khoa học đầu tiên năm 1950.